# Mirollia ranongi
Mirollia ranongi är en insektsart som beskrevs av Andrej Vasiljevitj Gorochov 1998. Mirollia ranongi ingår i släktet Mirollia och familjen vårtbitare. Inga underarter finns listade i Catalogue of Life.